# Mystery Spot

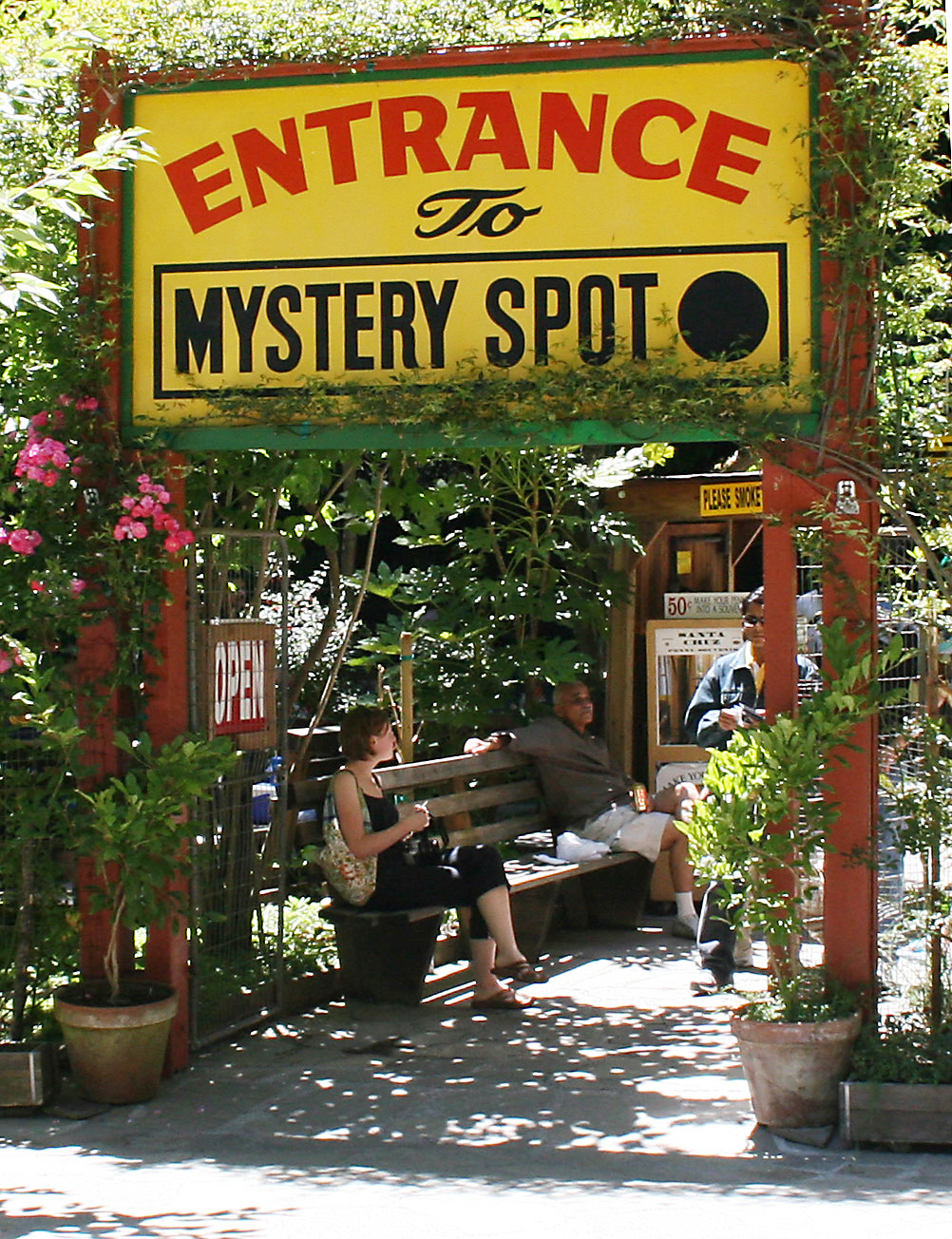
Ingången till Mystery Spot

Mystery Spot (svenska: mystisk punkt) är en turistattraktion i Santa Cruz i Kalifornien i USA som öppnade 1939. Platsen är cirkelformat område med en diameter på cirka 50 meter, där fysikens och gravitationens lagar lär vara satta ur spel. Det finns på platsen ett antal demonstrativa arrangemang som åskådliggör platsens påstådda effekter.
Fenomenen demonstreras av guider och i vissa fall genom studie av andra besökare, då det finns optiska fenomen som demonstreras genom att besökare, som står på motsatt sida av en yta, upplevs ändra längd och bollar som till synes rullar uppåt.
Den officiella webbplatsen spekulerar i att besökare från andra planeter har begravt utomjordiska metaller eller rent av rymdskepp under platsen eller att koldioxid sipprar upp från jorden.

## Förklaring
Den mystiska punkten är en gravity hill-baserad typ av optisk illusion. Fenomenen som besökarna upplever är effekterna av ett tvingat perspektiv och en optisk anpassning och särskilda optiska synvillor i kombination med platsens stegvisa lutning. Platsen är så uppbyggd att besökarna går i en stegvis alltmer lutande miljö, som förstärker upplevelsen och effekterna. Några av effekterna är identiska med de som kan upplevas i ett "Ames rum".
Besökaren vänjer sig gradvis med lutningen genom anläggningens struktur. Effekterna av tillvänjningen utnyttjas sedan i lämpliga avdelade strukturer, så att besökaren upplever gravitationens normala lagar är satta ur spel på denna plats.
Flera platser med liknande synvillor finns exempelvis i Upper Peninsula och i St. Ignace i delstaten Michigan och i Spook Hill i Lake Wales i Florida. Fler platser finns i Knott's Berry Farm i Buena Park i Kalifornien och Oregon Vortex i Gold Hill, Oregon.

## Mystiska platser i populärkulturen
Ett avsnitt av Simpsons med titeln "Homer at the Bat" visade den fiktiva "Springfield Mystery Spot". I avsnittet fångades basebollspelaren Ozzie Smith i en "mystisk plats". I ett annat avsnitt med titeln "Old Money", nämner Homer åter "Springfield Mystery Spot" som ett möjligt utflyktsmål för en familjedag.
En "mystisk plats" uppträder också i äventyrsspelet "Sam & Max Hit the Road".